# Anoplodactylus
Genre
Anoplodactylus  est un genre de pycnogonides de la famille des Phoxichilidiidae.

## Liste d'espèces
Selon WRMS :
- Anoplodactylus aculeatus Mobius, 1902
- Anoplodactylus allotrius Child, 1979
- Anoplodactylus amora Bamber & Costa, 2009
- Anoplodactylus amoybius Bamber, 2004
- Anoplodactylus ampullaceus Child, 2004
- Anoplodactylus anarthrus Loman, 1908
- Anoplodactylus angulatus (Dohrn, 1881)
- Anoplodactylus aragaoi Sawaya, 1950
- Anoplodactylus arcuatus Child, 1977
- Anoplodactylus arescus du Bois-Reymond Marcus, 1959
- Anoplodactylus arnaudae Stock, 1978
- Anoplodactylus australis (Hodgson, 1914)
- Anoplodactylus bahamensis Child, 1977
- Anoplodactylus baldarus Child, 1988
- Anoplodactylus batangensis (Helfer, 1938)
- Anoplodactylus bourboni Muller, 1990
- Anoplodactylus bova Child, 1979
- Anoplodactylus brasiliensis Hedgpeth, 1948
- Anoplodactylus brevicollis Loman, 1908
- Anoplodactylus brevirostris Child, 1988
- Anoplodactylus brochus Child, 1996
- Anoplodactylus brucei Child, 1990
- Anoplodactylus bruuni Child, 1992
- Anoplodactylus californicus Hall, 1912
- Anoplodactylus calliopus Staples, 1982
- Anoplodactylus capensis (Flynn, 1928)
- Anoplodactylus carnatus Nakamura & Child, 1983
- Anoplodactylus chamorrus Child, 1983
- Anoplodactylus chilensis Hedgpeth 1961
- Anoplodactylus compactus (Hilton, 1939)
- Anoplodactylus compositus Chimenz, Cottarelli & Tosti, 1991
- Anoplodactylus concavicollis Arango, 2003
- Anoplodactylus coxalis Stock, 1968
- Anoplodactylus crassus Nakamura & Child, 1988
- Anoplodactylus cribellatus Calman, 1923
- Anoplodactylus cryptus Stock, 1994
- Anoplodactylus dauphinus Child, 1992
- Anoplodactylus dentimanus Stock, 1979
- Anoplodactylus digitatus (Böhm, 1879)
- Anoplodactylus dissitus Child, 2004
- Anoplodactylus erectus Cole 1904
- Anoplodactylus eroticus Stock, 1968
- Anoplodactylus erythraeus Bartolini & Krapp, 2007
- Anoplodactylus evansi Clark, 1963
- Anoplodactylus evelinae Marcus, 1940
- Anoplodactylus exaggeratus Stock, 1994
- Anoplodactylus excelsus Nakamura & Child, 1983
- Anoplodactylus falciclavus Child, 1988
- Anoplodactylus galetensis Child, 1979
- Anoplodactylus gestiens (Ortmann, 1890)
- Anoplodactylus gibbifemoris Turpaeva, 1991
- Anoplodactylus glandulifer Stock, 1954
- Anoplodactylus globotuberculosus Turpaeva, 2006
- Anoplodactylus haswelli (Flynn, 1918)
- Anoplodactylus hokkaidoensis (Utinomi, 1954)
- Anoplodactylus hwanghaensis Kim & Hong, 1986
- Anoplodactylus imperialis Nakamura & Child, 1986
- Anoplodactylus imswe Child, 1982
- Anoplodactylus inermis Losina-Losinsky, 1961
- Anoplodactylus insigniformis Stock, 1974
- Anoplodactylus insignis (Hoek, 1881)
- Anoplodactylus iuleus Stock, 1975
- Anoplodactylus jonesi Child, 1974
- Anoplodactylus jungersi Fage, 1949
- Anoplodactylus justi Müller, 1992
- Anoplodactylus krappi Müller, 1990
- Anoplodactylus laciniosus Child, 1995
- Anoplodactylus lagenus Nakamura & Child, 1983
- Anoplodactylus laminatus Stock, 1994
- Anoplodactylus laminifer Arnaud, 1974
- Anoplodactylus lappa (Böhm, 1879)
- Anoplodactylus lentus Wilson, 1878
- Anoplodactylus lineatus Nakamura & Child, 1991
- Anoplodactylus longiceps Stock, 1951
- Anoplodactylus longiformis Child, 1977
- Anoplodactylus mamillosus Stock, 1954
- Anoplodactylus marcusi (Mello-Leitao, 1949)
- Anoplodactylus maritimus Hodgson, 1914
- Anoplodactylus marshallensis Child, 1982
- Anoplodactylus massiliensis Bouvier, 1916
- Anoplodactylus massiliformis Stock, 1975
- Anoplodactylus micros Bourdillon, 1955
- Anoplodactylus minusculus Clark, 1970
- Anoplodactylus minutissimus Stock, 1954
- Anoplodactylus monotrema Stock, 1979
- Anoplodactylus muelleri Stock, 1994
- Anoplodactylus nodosus Hilton, 1942
- Anoplodactylus oculatus Carpenter, 1905
- Anoplodactylus oculospinus Hilton, 1942
- Anoplodactylus ophiurophilus Stock
- Anoplodactylus pacificus Hilton, 1942
- Anoplodactylus paradigitatus Child, 1988
- Anoplodactylus pectinus Hedgpeth 1948
- Anoplodactylus perissoporus Arango & Krapp, 2007
- Anoplodactylus petiolatus (Kroyer, 1844)
- Anoplodactylus pharus Stock, 1975
- Anoplodactylus plumulariae (von Lendenfield, 1883)
- Anoplodactylus polignaci Bouvier, 1914
- Anoplodactylus proliferus Arango, 2003
- Anoplodactylus prominens Bamber & Takahashi, 2005
- Anoplodactylus pseudotarsalis Muller, 1992
- Anoplodactylus pycnosoma (Helfer, 1938)
- Anoplodactylus pygmaeus (Hodge, 1864)
- Anoplodactylus quadratispinosus Hedgpeth, 1943
- Anoplodactylus reimerae Child, 1979
- Anoplodactylus robustus (Dohrn, 1881)
- Anoplodactylus sandromagni Krapp, 1996
- Anoplodactylus shimodaensis Nakamura & Child, 1982
- Anoplodactylus simulator Stock, 1975
- Anoplodactylus speculus Child, 1995
- Anoplodactylus spinirostrum Stock, 1973
- Anoplodactylus spinosus (Losina-Losinsky, 1961)
- Anoplodactylus spurius Stock, 1992
- Anoplodactylus squalidus Clark, 1973
- Anoplodactylus stellatus Nakamura & Child, 1983
- Anoplodactylus stictus Marcus, 1940
- Anoplodactylus stocki Bacescu, 1958
- Anoplodactylus stri Child, 1979
- Anoplodactylus tanseii Nakamura & Child, 1991
- Anoplodactylus tarsalis Stock, 1968
- Anoplodactylus tenuicorpus Child, 1991
- Anoplodactylus torus Child & Hedgpeth, 1971
- Anoplodactylus trispinosus Stock, 1951
- Anoplodactylus tuberculosus Turpaeva, 2006
- Anoplodactylus tubiferus (Haswell, 1884)
- Anoplodactylus turbidus Stock, 1975
- Anoplodactylus typhloides Stock, 1991
- Anoplodactylus typhlops Sars, 1888
- Anoplodactylus unilobus Stock, 1959
- Anoplodactylus unospinus Hilton, 1942
- Anoplodactylus velamellus Nakamura & Child, 1991
- Anoplodactylus vemae Child, 1982
- Anoplodactylus versluysi Loman, 1908
- Anoplodactylus virescens (Hodge, 1864)
- Anoplodactylus viridintestinalis (Cole, 1904)
- Anoplodactylus viriosus Turpaeva, 2006
- Anoplodactylus vulcanus Child, 1992
- Anoplodactylus xenus Stock, 1980

et 
- Anoplodactylus nanus Krapp, Kocak & Katagan, 2008
- Anoplodactylus guachaquitae Müller & Krapp, 2009

## Référence
- Wilson, 1878 : Descriptions of two new genera of Pycnogonida. American Journal of Science, vol. 15, p. 200–203.